# Winifred Jordan
Pour les articles homonymes, voir Jordan.
Winifred Sadie « Winnie » Jordan (née le 15 mars 1920 à Kings Norton et morte le 13 avril 2019) est une athlète britannique spécialiste du sprint. Affiliée aux Birchfield Harriers, elle mesure 1,71 m pour 58 kg.

## Biographie

### Palmarès
| Date | Compétition           | Lieu | Résultat | Épreuve    | Performance |
| ---- | --------------------- | ---- | -------- | ---------- | ----------- |
| 1946 | Championnats d'Europe | Oslo | 2e       | 100 mètres | 12 s 1      |
| 1946 | Championnats d'Europe | Oslo | 2e       | 200 mètres | 25 s 6      |
| 1946 | Championnats d'Europe | Oslo | 4e       | 4 x 100 m  | 48 s 7      |

### Records
| Épreuve    | Performance | Lieu | Date |
| ---------- | ----------- | ---- | ---- |
| 100 mètres | 12 s 0      |      | 1937 |